# Nemoura hangchowensis
Nemoura hangchowensis är en bäcksländeart som beskrevs av Chu 1928. Nemoura hangchowensis ingår i släktet Nemoura och familjen kryssbäcksländor. Inga underarter finns listade i Catalogue of Life.